# Juan Lanza
Pour les articles homonymes, voir Lanza.
Juan Lanza, né le 7 juin 1963, est un joueur de rugby argentin, évoluant au poste d'ailier.

## Carrière

### Clubs Successifs
- C.U.B.A (CLUB UNIVERSITARIO DE BUENOS AIRES)  Argentine : 1982-1999

### équipe nationale
Juan Lanza a connu 12 sélections internationales en équipe d'Argentine, il fait ses débuts  le 22 juin 1985 contre l'équipe de France. Sa dernière apparition comme Puma a lieu le 1er novembre 1987 contre les All Blacks. 

## Palmarès

### Sélections nationales
- 12 sélections en équipe d'Argentine
- Nombre de sélections par année : 5 en 1985, 4 en 1986, 3 en 1987

- Participation à la Coupe du monde de rugby 1987 : 3 matchs disputés comme titulaire, 2 essais inscrits.